# Fissidens curtus
Fissidens curtus là một loài Rêu trong họ Fissidentaceae. Loài này được (R. Ruthe) R. Ruthe mô tả khoa học đầu tiên năm 1904.